# Martin Kmetec
Martin Kmetec O.F.M. Conv. (ur. 10 listopada 1956 w Ptuju) – słoweński duchowny katolicki, arcybiskup metropolita Izmiru od 2021.

## Życiorys

### Prezbiterat
Święcenia kapłańskie przyjął 29 czerwca 1983 w zakonie franciszkanów konwentualnych. Pracował głównie jako gwardian klasztorów oraz jako rektor niższego seminarium. W latach 2014–2018 był wikariuszem zakonnej  Kustodii Wschodu i Ziemi Świętej, a w latach 2011–2020 przebywał w klasztorze w Stambule (od 2018 jako jego przełożony).

### Episkopat
8 grudnia 2020 papież Franciszek mianował go arcybiskupem metropolitą Izmiru. Sakry udzielił mu 2 lutego 2021 nuncjusz apostolski w Turcji – arcybiskup Paul Russell.